# Liste der Bischöfe von Sapa
Die folgenden Personen waren Bischöfe des Bistums Sapa (Albanien):
- Peter (erwähnt 1291)
- Paul (?–1376)
- Benvenuto, O.F.M. (1376–?)
- Pietro Zaccaria (1395–?)
- Nicola (1414– circa 1422)
- Michele (1422–1428)
- Pietro, O.S.B. (1425–1428)
- Matteo Ermolao (1433–1440) (danach Bischof von Arbe)
- Giorgio (1440–?)
- Emanuele, O.P. (1459–?)
  - Bartolomeo Barbarigo (1468–1471) (danach Bischof von Parenzo) (Apostolischer Administrator)
- Marino Summa (1473–?)
- Gabriele, O.F.M. (1479–?)
  - Biagio (1489–1490) (Apostolischer Administrator)
- Prosdocimo (1490–circa 1500)
- Pietro Strebbigna (1503–1508)
- Domingo García, O.P. (1508–?)
- Giorgio (?–1513)
- Pierre Tallon, O.F.M. (1513–?)
- Juan Buenaventura Valderrama, O.F.M. (1518–?)
- Afonso Cavalheiro, O.F.M.Conv. (1521–?)
- Teobaldo Bianchi (1560–1582)
- Giorgio Palma (1583 – circa 1590)
- Nicola Bianchi (1594 – 1617 oder 1618)
- Simoni Jeçi (1620 – 1621)
- Pjetër Budi (1621–1622)
- Giorgio Bianchi (1623–1635) (danach Erzbischof von Bar)
- Frang Bardhi (1635–1643)
- Giorgio Bianchi (1644–1647) (2. Mal)
- Simeone de Summis, O.F.M. (1647–1672)
- Stefano de Gaspare (1673–1680)
- Martin Jelić (1682–1684)
- Giorgio Teodori (1685–1706)
- Egidio Quinto, O.F.M.Ref. (1707–1719) (danach Erzbischof von Bar)
- Marino Gini (1719–1720)
- Giovanni Galata (1720–1728) (danach Bischof von Lezha)
- Basilio Lindi (1728–1744)
- Lazzaro Uladagni (1746–1749) (danach Erzbischof von Bar)
- Giorgio Uladagni (1750–1765)
- Nicola Lindi (1765 – circa 1791)
- Giovanni Logorezzi (1791–1795)
- Antonio Angelo Radovani (1796–1808) (danach Bischof von Shkodra)
- Marco Negri (1808–?)
- Lekë Suma (1825–?)
- Lazzaro Uladagni Bianchi (1827–1830)
- Pietro Borzi (1829–1836)
- Giorgio Labella, O.F.M. (1840–1844) (danach Erzbischof von Durrës)
- Pietro Severini, O.F.M. (1844–1873)
- Giulio Marsili OFM (1873–1890)
- Lorenzo Petris de Dolammare, O.F.M. (1890–1892)
- Gabriele Neviani OFM (1893–1900)
- Lazër Mjeda (1900–1904)
- Jak Serreqi (1905–1910) (danach Erzbischof von Shkodra)
- Gjergj Koleci (1911–1928)
- Zef Gjonali (1928–1935)
- Nikoll Vincenc Prennushi OFM (1936–1940) (danach Erzbischof von Durrës)
- Gjergj Volaj (1940–1948)
  - Frano Illia (1992–1997) (Apostolischer Administrator)
  - Angelo Massafra OFM (1998–2000) (Apostolischer Administrator)
  - Dodë Gjergji (2000–2005) (Apostolischer Administrator)
- Dodë Gjergji (2005–2006), danach Administrator von Prizren
- Lucjan Avgustini (2006–2016)
- Simon Kulli (seit 2017)